# Stanmer
Stanmer est un village du Sussex de l'Est, en Angleterre.

## Toponymie
Stanmer est un toponyme d'origine vieil-anglaise. Il se compose des éléments stān « pierre, roche » et mere « étang ». Ce nom est cité pour la première fois en 765 sous la forme Stanmere, et c'est toujours son orthographe dans le Domesday Book, compilé en 1086.

## Géographie
Stanmer est un village du Sussex de l'Est, un village du Sud-Est de l'Angleterre. Il se trouve dans l'ouest de ce comté, à quelques kilomètres au nord-est de la ville de Brighton. La route A27 (en) et la ligne de chemin de fer de la East Coastway line (en) passent toutes les deux au sud du village. La gare la plus proche est celle de Falmer (en).
Au Moyen Âge, Stanmer appartenait au hundred de Ringmer, une exclave du rape de Pevensey (en) au sein du rape de Lewes (en). Le village constitue une paroisse civile jusqu'en 1958. Depuis 1997, il relève de l'autorité unitaire de Brighton and Hove.
Pour les élections à la Chambre des communes, Stanmer appartient à la circonscription de Brighton Pavilion.

## Histoire
La première mention de Stanmer dans les sources écrites est une charte d'Ealdwulf, roi du peuple anglo-saxon des Sud-Saxons. Datant de 765, elle enregistre une donation de 16 hides de terres situées à Stanmer, Lindfield et Burleigh. Le bénéficiaire de ce don, le comes Hunlaf, souhaite utiliser ces terrains pour financer la construction d'un monastère. La transaction est attestée par deux autres rois des Sud-Saxons, Ælfwald et Oslac, et elle est confirmée par le roi Offa de Mercie, qui exerce alors une forme de suzeraineté sur le Sussex.
L'abbaye fondée sous les auspices de Hunlaf correspond vraisemblablement à l'église Saint-Michel de South Malling. Le Domesday Book indique qu'en 1086, le manoir de Stanmer appartient aux chanoines de cette église, qui le tiennent de l'archevêque de Cantorbéry. Le village compte alors 59 habitants et sa valeur annuelle est estimée à 15 livres.
Après la dissolution des monastères, au début du XVIe siècle, le roi Henri VIII récupère le manoir de Stanmer. Le courtisan Thomas Palmer en fait l'acquisition en 1545 pour la somme de 1 000 livres avant de le rendre au roi Édouard VI dès 1548. Stanmer passe par la suite entre les mains de divers spéculateurs, revenant régulièrement à la couronne entre deux ventes. Le maître de forges Peter Gott (en) y réside pendant douze ans, de 1700 jusqu'à son suicide en 1712. Henry Pelham rachète le manoir la même année et il se transmet dès lors dans la famille Pelham, dont le chef porte le titre de comte de Chichester (en) depuis 1801.

## Culture locale et patrimoine
Le manoir de Stanmer House, de style palladien, a été construit pour l'essentiel entre 1722 et 1727 sous la direction de l'architecte Nicholas Dubois. Des aménagements ont été effectués au cours du XIXe siècle. C'est un monument classé de grade I depuis 1954. Le parc de 485 hectares entourant le manoir, Stanmer Park (en), constitue une réserve naturelle et un parc protégé de grade II. Le campus de l'université du Sussex se situe à proximité.
L'église paroissiale de Stanmer (en) n'est dédiée à aucun saint. Construite en 1838 dans le style gothique primitif, c'est un monument classé de grade II depuis 1954. Le cimetière adjacent abrite les tombes de plusieurs membres de la famille Pelham.

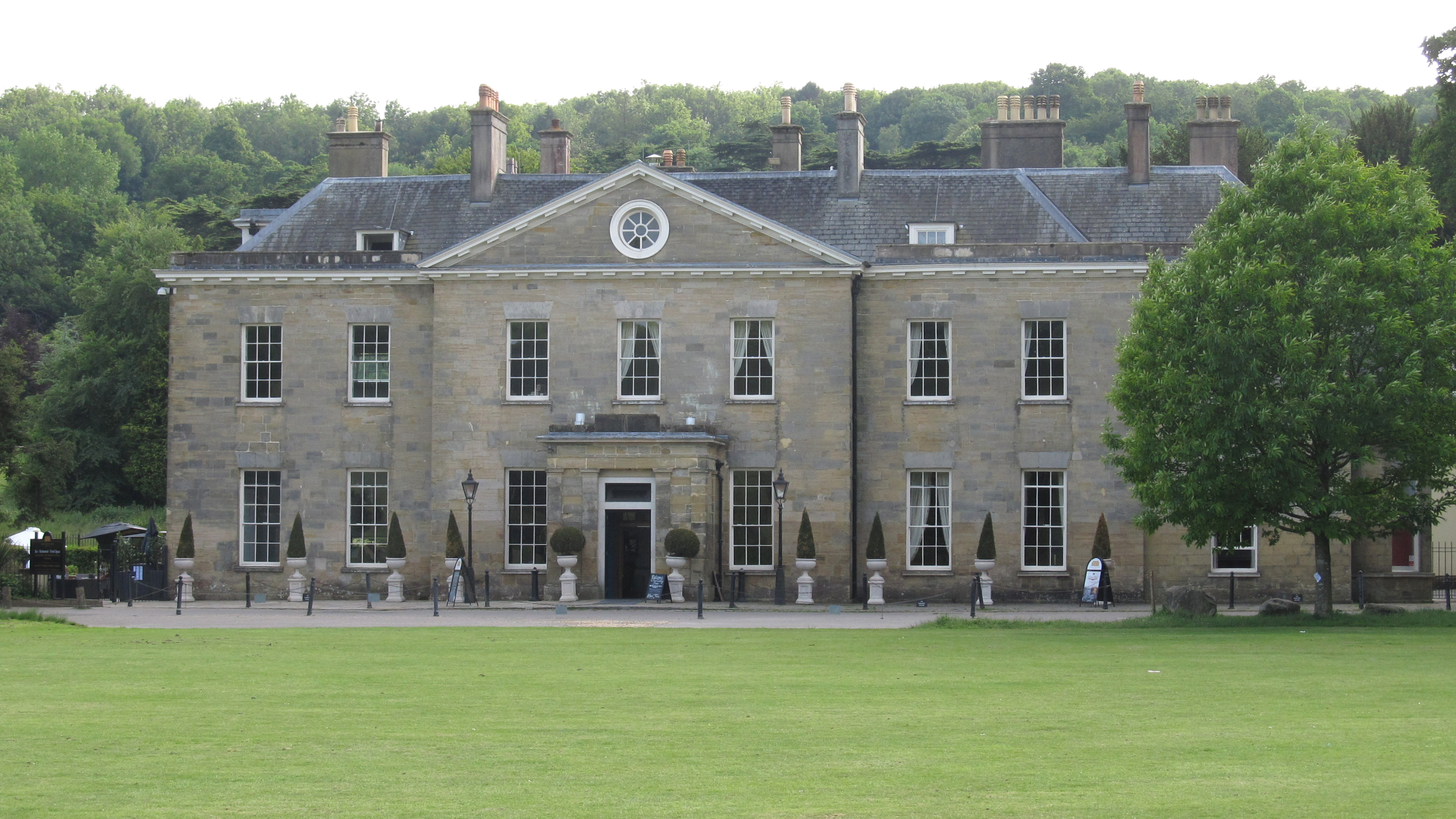
Stanmer House en 2018.
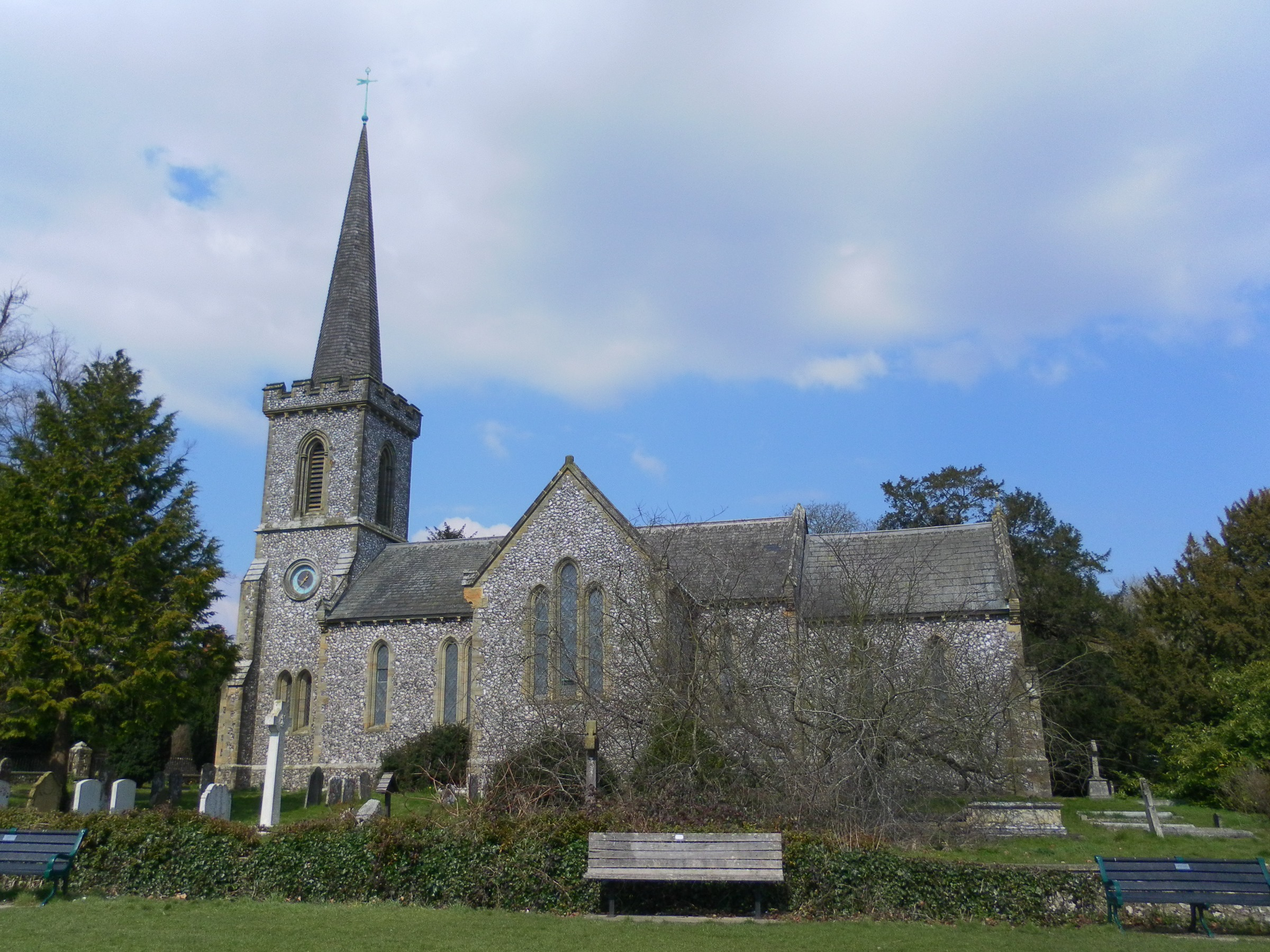
L'église de Stanmer (en) en 2013.